# Calamanthus
A Calamanthus a madarak osztályának verébalakúak (Passeriformes) rendjébe és az ausztrálposzáta-félék (Acanthizidae) családjába tartozó nem. A családot egyes szervezetek a gyémántmadárfélék (Pardalotidae) családjának Acanthizinae alcsaládjaként sorolják be.

## Rendszerezés
A nembe az alábbi 3 vagy 5 faj tartozik:
- Calamanthus fuliginosus
- Calamanthus montanellus
- Calamanthus campestris
- Calamanthus cautus[1]  vagy Hylacola cauta[2]
- Calamanthus pyrrhopygius[1]  vagy Hylacola pyrrhopygia[2]